# Mestisay (grupo musical)
Mestisay es un grupo musical español que a lo largo de su trayectoria ha incursionado en diferentes géneros y estilos musicales. Fue fundado en 1978 por Manuel González Ortega junto a un grupo de interesados en el folclore y la música popular canaria. Desde el año 1986 la cantante Olga Cerpa actúa como solista del grupo, dándose conocer la formación en los últimos años como Olga Cerpa & Mestisay.

## Historia

### Fundación y comienzos
El grupo se funda en el año 1978 dándose a conocer como compañía canaria del canto popular, pero no es hasta 1981 que se publica Taifa, un primer disco que recoge canciones tradicionales. 
Durante el año 1982 el grupo realiza sus primeras giras por Canarias y la Península, y editan su segundo disco titulado Sirinoque. 
Con la colaboración del poeta Pedro Lezcano Montalvo editan Romance del Corredera en 1985, que obtiene gran repercusión. Al año siguiente graban Canciones de Fiesta, que incluye melodías populares del folclore festivo de Canarias.

### Olga Cerpa se incorpora al grupo
A partir de 1988 el grupo toma otra dirección. Es el año en el que se incorpora Olga Cerpa como solista y la formación inicial se reduce. El primer disco con ella como solista lleva el título Más al sur. El siguiente disco en 1989 será Canciones de las dos orillas, con la colaboración de Serenata Guayanesa, grabado durante su primera gira por Venezuela.
En 1992 se publica El cantar viene de viejo. Este trabajo cuenta con las colaboraciones de Joan Manuel Serrat, Amancio Prada, Carlos Cano y Dacio Ferrera. En este trabajo Manuel González Ortega comienza a componer canciones para el grupo generando con ello un sonido nuevo que llevará al grupo al éxito.
Uno de los éxitos del grupo llegará durante el año 1995 con el estreno del musical y el disco Querido Néstor. Este homenaje a Néstor Álamo bate récord de taquilla en Canarias.
En 1996 con La Rosa de los vientos bajo la producción de Júlio Pereira y la colaboración de Hijas del Sol popularizarán canciones como Sulema o la homónima La Rosa de los vientos”
Comienzan a combinar la grabación de discos con la producción de espectáculos propios. En 1997 estrenan "Mujeres" con la participación de Cristina Almeida, Fabiola Socas y Luisa Machado.

### Estancia en Madrid
Algunos miembros del grupo se mudan a Madrid. En la capital de España graban Viento de la Isla  en (1998), el disco homónimo Mestisay en 2001 y  Canciones del sur en 2003. En este último versionan temas de Carlos Varela, Carlos Cano o Pablo Milanés. En el espectáculo del mismo se recitan monólogos y textos de Eduardo Galeano, Pedro Lezcano o Nicolás Guillén junto a obras de Manuel González Ortega. Este espectáculo hace que Mestisay viaje por diferentes países durante los siguientes años realizando una primera gira en Estados Unidos.
En 2004 estrenan Poeta en la Isla en homenaje a Pedro Lezcano Montalvo, con el reestreno del Romance del Corredera en versión sinfónica y la edición de un disco acompañado de libro sobre el poeta y su obra.
En 2005 celebran los 25 años de la fundación del colectivo. Este aniversario lo celebran con el espectáculo Toda una vida, que será grabado en directo y editado.
A finales de 2006 presentan el musical Querido Néstor II. En 2007 estrenan el espectáculo Romántico, que llevan por más de veinte teatros y auditorios de España, y El cabaret del capitán Varela, en homenaje a la radio de los años 50..

### Comienza una nueva etapa
En 2008 estrenan Pequeño fado y otras canciones de amor  y ese año homenajean al timplista Totoyo Millares con el espectáculo La Leyenda del timple. Posteriormente editan un libro escrito por Manuel González y un DVD sobre el timplista.
En 2009 viajan a Copenhague (Dinamarca)  para participar en el festival WOMEX y al año siguiente participan en el Sete Soles, Sete Luas en Portugal e Italia. 
En 2011 realizan una segunda gira por Estados Unidos además de una gira con la cantante de Cabo Verde Nancy Vieira dentro del Archipiélago canario. 
En 2011 presentan el álbum Atlántico Radio, con la participación de Germán López al timple. Entre otros de los colaboradores de este trabajo están Nancy Vieira (Cabo Verde) y Luis Morera de Taburiente.

### Producciones recientes
En 2014 estrenan En Busca de Valentina junto al grupo Taburiente.
En 2015 organizan un encuentro con diferentes músicos de las Islas para celebrar el 125 aniversario del nacimiento de Valentina Hernández. Posteriormente viajarán a Argentina y Puerto Rico en una gira promocional tras la nominación de Olga Cerpa al Grammy Latino.
En 2015 el disco Estación Lisboa saldrá a la luz. Colaboran en él los cantantes portugueses de fado Ricardo Ribeiro y Helder Moutinho. Con este trabajo actúan en Nueva York dentro de la nueva gira que realizan por Estados Unidos. 
En 2016 estrenan el espectáculo Vereda tropical con la trompetista holandesa Maite Hontelé.
También ese año estrenan Morera Sinfónico, un homenaje a Luis Morera. 
En 2017 vuelven a Estados Unidos y actúan en Nueva Orleans y Nueva York. También ese año organizan una serie de conciertos en Canarias con Olga Cerpa y Omara Portuondo y realizan presentaciones en Buenos Aires (Argentina) y Montevideo. 
En 2017 presentan el disco Jallos  con el que en mayo de 2018 reciben el Premio al Mejor Disco del año en los Premios Canarios de la Música. El grupo vuelve a Estados Unidos y se presenta en noviembre de 2018 en el Atrium del Lincoln Center de Nueva York y en el Old Town School of Folk de Chicago por primera vez. 
En el invierno de 2018 presentan un disco y espectáculo, “Vereda tropical”, en el que colaboran la Banda Sinfónica Municipal de Las Palmas, la Banda Sinfónica de la Facultad de Música de la UNAM mexicana y la Joven Big Band del Amadeo Roldán de La Habana. En su edición del 2019, esa producción discográfica recibe el Premio Internacional Cubadisco y es nominada a los Premios Grammy Latinos en la categoría de Álbum tropical tradicional.
En Junio el mismo año producen “Una noche de Trova”, junto a la reconocida cantante cubana Ivette Cepeda, que se representa en una gira por escenarios canarios. En julio de 2019 Olga y Mestisay participan en el Tamatir festival de Agadir (Marruecos) y en el Rainforest World Music de Malasia representando a Canarias. En septiembre del 2019 estrenarán  CÉSAR MANRIQUE, EL MUSICAL, una obra de teatro musical con música y libreto de Manuel González, sobre el artista plástico lanzaroteño. Ese mismo año promueven y organizan  la grabación de un documental, dirigido por Manuel González, y un disco con canciones relacionadas con su relación de amistad y profesión con el poeta canario Pedro Lezcano con motivo del centenario de su nacimiento.
En 2021 inician la grabación de “Palosanto”, un álbum realizado a distancia en mitad de la pandemia y en el que participan 17 guitarritas de distintos estilos y diez nacionalidades. Entre ellos destacan Dóminic Miller (Sting), Josemi Carmona (Ketama) o Gil Dor (Noa). En junio de 2022 presentan el espectáculo “El sueño de Carbo Verde” en su ciudad natal, en colaboración con los artistas caboverdianos Bau y Nancy Vieira. 
En el año 2023 vuelven a Uruguay, presentándose en el Festival del Reencuentro y en el Teatro Politeama de Canelones. Presentán, además, "Palosanto" en el Carnegie Hall de Nueva York, invitados por el Centro Cultural Cubano de esa ciudad; lo harán también en el Teatro Monumental de Madrid, ciclo "las noches del Monumental", siendo grabados por el canal 2 de la RTVE. En mayo de 2023 se presentan en una de las salas del Gasteig g8, en Münich.

## Discografía
- año 1988: Canciones de las dos orillas / CCPC
- año 1989: Más al Sur / CCPC
- año 1992: El cantar viene de viejo / Manzana
- año 1995: Querido Néstor I / Mestisay
- año 1996: La Rosa de los Vientos / Nubenegra
- año 1998: Viento de la Isla / EMI
- año 2000 : Mestisay / EMI
- año 2003: Canciones del Sur / Warner
- año 2004: Toda una vida, 25 años / Mestisay
- año 2006: Querido Néstor II / Mestisay
- año 2006: Poeta en la Isla / Fundación Autor
- año 2008: Pequeño fado y otras canciones de amor / Mestisay
- año 2011: Atlántico Radio / Mestisay
- año 2014: Estación Lisboa / Mestisay
- año 2017: Jallos / Mestisay
- año 2018: Vereda tropical/ Mestisay
- año 2020: Una noche de boleros/ Mestisay
- año 2021: Canciones para un poeta/ Mestisay
- año 2021: Palosanto/ Mestisay

### Sencillos
- año 1993: Habanera embrujada/ Manzana
- año 1999: Niña Candela / EMI
- año 1999: Atocha 53 / EMI
- año 1999: Agüita / EMI
- año 2000: A donde voy / EMI
- año 2001: Por encima de tu boca / EMI
- año 2001: Si no fuera por ti / EMI
- año 2003: Ramito de violetas / Warner

### Otros
- año 1993: Antología / CCPC
- año 1994: Los grandes éxitos / CCPC
- año 1999: La Noche de Canarias / Manzana
- año 1999: Canarias canta / Manzana
- año 2005: Descartes y maquetas / Mestisay
- año 2007: Tiempo de Gran Canaria / Fundación Sgae
- año 2011: Totoyo Millares: la leyenda del timple/ Mestisay
- año 2014: Mujeres con cajones / (En colaboración con Albita y Eva Ayllón) / Angel's Dawn Records
- año 2014: En Busca de Valentina (En colaboración con Taburiente) / Mestisay
- año 2019: César Manrique el Musical/ Mestisay-Clapso
- año 2023: Atlantic Sounds/ Mestisay (recopilatorio)